# La Rinconada de la Sierra
La Rinconada de la Sierra – gmina w Hiszpanii, w prowincji Salamanka, w Kastylii i León, o powierzchni 13,06 km². W 2011 roku gmina liczyła 121 mieszkańców.